# ام‌کیوال۴
زبان برنامه‌نویسی MQL (MetaQuotes Language) در سال ۱۹۹۹ توسط شرکت MetaQuotes Software توسعه یافت. این زبان ابتدا در پلتفرم MetaTrader 3 به کار گرفته شد. در سال ۲۰۰۵، نسخه MQL4 این زبان معرفی شد.
اکنون، شرکت MetaQuotes از زبان MQL4 پشتیبانی نمی‌کند و تنها زبان برنامه‌نویسی MQL5 توسط این شرکت پشتیبانی می‌شود.
در سال ۲۰۰۶، آقای حسین احمدی، زبان MQL را به فارسی ترجمه و در جامعه برنامه‌نویسان معرفی کرد. از وی سه جلد کتاب در مورد این زبان به صورت رایگان منتشر شده است
ام‌کیوال۴ (به انگلیسی: MetaQuotes Language 4 (MQL4)) و ام‌کیوال۵ (به انگلیسی: MetaQuotes Language 5 (MQL5)) زبان‌های برنامه‌نویسی یکپارچه‌ای هستند که برای توسعه ربات‌های معامله‌گری، اندیکاتورهای تکنیکال بازار، اسکریپت‌ها و کتابخانه‌ای از توابع، در نرم‌افزار متاتریدر طراحی شده‌اند.
هدف اصلی در ام‌کیوال۴ و ام‌کیوال۵، خودکارسازی معاملات و سهولت در تحلیل بازار است.